# Старые Тукмачи
Старые Тукмачи — деревня в Завьяловском районе Удмуртии, входит в Казмасское сельское поселение. Находится в 19 км к востоку от центра Ижевска и в 8 км к востоку от Завьялово.